# Maquis Serge
Le maquis Serge est un maquis FTP (Francs-Tireurs et Partisans) créé en 1943 dans le Morvan par Gérard Drouin (dit Serge), militant communiste de Saône et Loire. Au début, ce maquis est essentiellement constitué de jeunes réfractaires au STO (Service du travail obligatoire). 

## Historique
Il a compté jusqu’à 700 hommes à l’été 1944. Le maquis est installé dans le secteur de Planchez près du hameau de Château puis plus tard à Epinac, Lucenay. Serge organise son activité en Saône et Loire autour d’Autun et Epinac. 
Les actions de ce maquis sont essentiellement : la récupération d’armes, des sabotages et des embuscades… Le parachutage du 3 juin 1944 destiné au maquis Bernard sera réceptionné par les hommes du maquis Serge.
Ces maquisards ont participé entre autres au combat de Crux la Ville et à la libération d’Autun qui est effective le 10 septembre 1944. 
Malgré ses nombreuses actions, le maquis Serge est resté méconnu.

## Lieux et monuments
- Monument commémoratif du maquis Serge- place de la Résistance, Planchez
- Site aménagé « Chemins de mémoire » Village-Martyr, Planchez